# Derry Girls
 (novembre 2020).
Derry Girls, ou Les Filles de Derry au Québec, est une série télévisée nord-irlandaise en 19 épisodes de 23 minutes créée par Lisa McGee et diffusée entre le 4 janvier 2018 et le 18 mai 2022 sur Channel 4.
Elle retrace les aventures de quatre jeunes irlandaises et du cousin anglais de l'une d'entre elles au début des années 1990, dans une des villes les plus touchées par le conflit nord-irlandais.
Dans les pays francophones, la série est disponible sur Netflix.

## Synopsis
L'histoire se déroule à Derry, en Irlande du Nord, pendant le conflit nord-irlandais du début des années 1990. Quatre jeunes filles, Erin, Clare, Michelle et Orla, se rendent à l'école catholique pour filles de la ville ; le cousin anglais de Michelle devient le premier garçon à intégrer l'établissement. Les amis se retrouvent souvent dans des situations absurdes au milieu des troubles politiques et des divisions culturelles de l'époque.

## Distribution

### Acteurs principaux
- Saoirse-Monica Jackson : Erin Quinn
- Louisa Harland : Orla McCool
- Nicola Coughlan : Clare Devlin
- Jamie-Lee O'Donnell (en) : Michelle Mallon
- Dylan Llewellyn (en) : James Maguire

### Acteurs secondaires
- Siobhán McSweeney (en) : Sœur Michael, la principale de l'école catholique
- Tara Lynne O'Neill (en) : Mary, la mère d'Erin
- Kathy Kiera Clarke (en) : Tante Sarah, la mère d'Orla
- Tommy Tiernan : Gerry, le père d'Erin
- Ian McElhinney : Joe, le grand-père d'Erin
- Leah O'Rourke : Jenny Joyce
- Anthony Boyle : David Donnelly

## Production
Lisa McGee, réalisatrice et scénariste de la série, raconte sa propre histoire dans la série.
La série se veut drôle et grinçante.

### Tournage
La première saison est tournée en Irlande du Nord en juin 2017.
Dès sa sortie, Channel 4 renouvelle la série pour une deuxième saison. Le tournage de celle-ci commence en octobre 2018.
En octobre 2022, la troisième saison est disponible sur Netflix. 

## Épisodes

### Première saison (2018)
| no | Titre          | Réalisation    | Scénario   | Diffusion originale |
| --- | -------------- | -------------- | ---------- | ------------------- |
| 1 | Épisode 1      | Michael Lennox | Lisa McGee | 4 janvier 2018      |
| C'est jour de rentrée et Erin (Saoirse-Monica Jackson), une adolescente irlandaise de 16 ans, découvre, en se réveillant, que sa cousine de 15 ans, Orla (Louisa Harland), est en train de lire à haute voix son journal intime. Furieuse, elle s'en plaint à sa mère (Tara Lynne O'Neill) qui n'en a pas grand chose à faire. Le grand-père d'Erin (Ian McElhinney), en train de regarder la télévision, commente qu'il y a des risques que le pont avoisinant soit bloqué par peur d'attentats à la bombe. Erin et Orla retrouvent leur amie, Clare (Nicola Coughlan), sur le chemin de l'école. Elles font un arrêt à l'épicerie du coin pour acheter des bonbons mais Clare n'achète rien, déclarant qu'elle a décidé de jeûner en signe de soutien pour les enfants qui meurent de faim en Ethiopie. En sortant du magasin, Erin croise David Donnelly (Anthony Boyle), un garçon qui lui plaît, en train de poser une affiche de concert. Ce dernier l'invite, elle et ses amies, à venir écouter son groupe, le soir même, à 18h. Elles retrouvent ensuite leur amie Michelle (Jamie-Lee O'Donnell) à l'arrêt du bus scolaire. Cette dernière leur présente James (Dylan Llewellyn), son cousin anglais. Il y a déjà de nombreuses années de cela, Kathy, la tante de Michelle, a quitté Derry pour se rendre en Angleterre afin de pouvoir se faire avorter. Une fois arrivée là-bas, elle n'est pas allée au bout de sa démarche et, seize ans plus tard, est finalement revenue dans sa ville natale avec son fils, James. Comme elle s'inquiétait que ce dernier se fasse martyriser par ses camarades masculins de l'école pour garçons de la ville à cause de son identité britannique et de son accent anglais, elle a inscrit James à l'école catholique pour filles que sa nièce fréquente, faisant de lui le seul garçon de l'établissement. Une fois montées dans le bus, Michelle se met à menacer Tina, une élève de première année, sous prétexte qu'elle et ses amies sont assises au fond au lieu d'être devant. Mais la jeune fille ne se laisse pas faire et menace Michelle à son tour, lui répondant que, si elle veut la frapper après les cours, elle viendra avec sa sœur "la grande Mandy" qui est en terminale. Les filles et James finissent par battre en retraite et partent s'asseoir à l'avant du bus. Le bus est arrêté à mi-chemin par l'armée afin de vérifier s'il n'y a pas de bombes dissimulées à l'intérieur. Cette situation étant monnaie courante à Derry, seul James semble perturber par cette intervention. Une fois arrivés à l'école, la déléguée de classe, Jenny Joyce, leur parle de l'incident dans le bus. Comme Michelle refuse de s'excuser et lui fait même un doigt d'honneur, Jenny les dénonce à Sœur Michael (Siobhan McSweeney), la principale. Toute la bande (James y compris) est convoquée. James manifeste son envie urgente d'aller aux toilettes tandis que Clare déclare se sentir de plus en plus faible à cause de son jeûne. Une fois dans le bureau de la principale, les filles assurent à Sœur Michael qu'il s'agit d'un malentendu et acceptent même de s'excuser auprès de Tina, présente elle aussi, en échange de quoi, Sœur Michael accepte de passer l'éponge. Tina refuse leurs excuses, obligeant Sœur Michael d'infliger à toute la bande une retenue après les cours. James se voit, quant à lui, refuser l'accès aux toilettes des filles et du personnel, malgré son envie de plus en plus pressante. La retenue ayant lieu pendant le concert donné par le groupe de David, Erin fulmine et s'en prend à Michelle, l'accusant d'être la cause de toute l'affaire. James a de plus en plus de mal à se retenir et Clare est au bord de l'évanouissement. Erin se rend compte qu'Orla est en train de lire son journal en retenue et tente de le reprendre par la force. Sœur Declan, la nonne nonagénaire qui les surveille, confisque le journal ainsi que le rouge à lèvres de Michelle, qu'elle met dans son sac à main. Elle envoie James au piquet lorsque celui-ci se plaint qu'elle ne le laisse pas aller aux toilettes. De retour à son bureau, elle se met à lire le journal d'Erin tout en mangeant un sandwich, ce qui met Clare au supplice. La nonne finit par s'endormir sur le journal. Michelle en profite pour tenter de récupérer son rouge à lèvres malgré les protestations d'Erin. James, ne tenant plus, se met à uriner dans un seau et Clare mange le reste du sandwich de la nonne. Erin décide d'aller au concert de David en passant par la fenêtre (la salle se trouvant au rez-de-chaussée). Orla redresse la nonne, commentant qu'elle dort les yeux ouverts, ce qui interrompt Erin dans sa tentative. C'est à ce moment-là que Sœur Michael entre dans la salle, surprenant Erin assise sur le rebord de la fenêtre, Orla, tenant la tête de Sœur Declan entre ses mains, James, urinant dans le seau, Clare en train de manger et Michelle, le sac de la nonne dans les mains. Les parents de la bande sont convoqués et aucun d'entre eux ne les croient lorsqu'elles affirment que la mort de Sœur Declan était naturelle due à son âge très avancé. Erin se plaint de l'injustice de la situation et se fait interrompre par Orla, qui lit un autre passage de son journal intime. Erin s'emporte et, tout en essayant de récupérer son journal, la menace de lui mettre son journal là où elle pense. |                |                |            |                     |
| 2 | Épisode Deux   | Michael Lennox | Lisa McGee | 11 janvier 2018     |
| Quand elles apprennent que l'école organise un voyage à Paris, les filles (et James) se réjouissent à l'idée d'y aller mais pour des raisons très différentes : Clare est intéressée par l'aspect culturel de la ville, Michelle veut rencontrer un beau Français tandis qu'Erin est une fervente admiratrice de Samuel Beckett, un écrivain irlandais mondialement connu, mort à Paris. Malheureusement, Jenny les informe que, pour pouvoir y participer, elles devront payer chacune 375 £. Face au désarroi des filles, elle leur recommande de faire comme elle et de puiser dans leur fidéicommis. Le soir, toute la bande se retrouve au magasin fish and chips tenu par la terrifiante Fionnula pour aller chercher le traditionnel repas du vendredi soir pour leurs familles respectives. Pendant qu'elles attendent leurs commandes, les filles découvrent qu'aucune d'entre elles n'a de fidéocommis, leurs parents n'ayant jamais eu les moyens d'en ouvrir un. Après avoir vu le panneau des petites annonces au magasin, elles décident finalement de prendre un petit boulot pour pouvoir financer le voyage. Pendant le repas, Erin et sa famille se retrouvent forcées d'écouter l'oncle Colm (Kevin McAleer), le frère plus que barbant de Joe, raconter sa mésaventure hier soir : deux hommes encagoulés l'ont menacé avec des armes et se sont enfuis avec son van après l'avoir attaché au radiateur. Mary en déduit qu'ils ont volé son van pour pouvoir y cacher des armes, passer la frontière et ensuite le brûler. Tante Sarah (Kathy Kiera Clarke) y voit là une occasion de passer à la télévision pour raconter l'histoire de Colm, devenir des célébrités locales et se voir offrir des frites gratuites à vie par Fionnula pour toute la famille. Erin va répondre à la porte et découvre que Michelle, qui était soûle au moment des faits, a profité de ce que Fionnula fait sa caisse à l'arrière pour voler le panneau des petites annonces. Ainsi, d'après elle, elles auront la priorité sur les offres d'emploi. Le lendemain, motivée, toute la bande s'en va postuler mais Fionnula se rend chez la mère d'Erin pour les dénoncer du vol. Les filles apprennent alors, à ce moment-là, que Clare a tout avoué à sa mère et que cette dernière a appelé Fionnula pour la prévenir. Fionnula décide que, pour montrer l'exemple, les familles des filles seront bannies du magasin, ce qui horrifie tout le monde, sauf James qui déteste cette nourriture, trop grasse à son goût. Pour éviter le bannissement, toute la bande se retrouve forcée de nettoyer gratuitement le magasin tous les dimanches en l'absence de Fionnula, partie à son cours de yoga. Mais, à cause de leur incompétence, l'endroit se retrouve encore plus sale qu'il n'était à l'origine. Entre-temps, Michelle, démotivée, est montée à l'étage, au salon de Fionnula, pour lui voler de l'alcool et faire la fête. Malgré les protestations des filles, elle décide de faire des shots enflammés mais fait accidentellement tomber le plateau par terre, mettant le feu aux rideaux. James parvient à maîtriser l'incident naissant grâce à un extincteur. Devant l'ampleur des dégâts, les filles finissent par appeler la mère d'Erin à la rescousse. Pendant qu'elle gronde les filles, ne croyant évidemment pas que Michelle a fait tomber une bougie parfumée, Sarah regarde son interview en train d'être diffusée à la télévision du salon de Fionnula. Quand Mary entend Sarah rappeler certains faits (Colm s'est retrouvé les mains ligotées au radiateur avec ses propres lacets et les hommes l'ont menacé de mettre le feu à son fauteuil), elle a une idée. Sarah et elles ligotent les filles et James avec leurs lacets aux radiateurs du salon pour faire croire que le magasin s'est fait braquer pour obtenir les clés du van. Mais Fionnula rentre plus tôt que prévu et les deux femmes n'ont pas le temps de se cacher. Mary, au pied du mur, essaye de faire croire à Fionnula que Michelle a fait tomber une bougie parfumée. La famille se retrouve bannie du magasin et est obligée dorénavant de commander de la pizza tous les vendredis soirs. |                |                |            |                     |
| 3 | Épisode Trois  | Michael Lennox | Lisa McGee | 18 janvier 2018     |
| 4 | Épisode Quatre | Michael Lennox | Lisa McGee | 25 janvier 2018     |
| 5 | Épisode Cinq   | Michael Lennox | Lisa McGee | 1er février 2018    |
| 6 | Épisode Six    | Michael Lennox | Lisa McGee | 8 février 2018      |

### Deuxième saison (2019)
Les six épisodes, numérotés de un à six, ont été diffusés du 5 mars au 9 avril 2019.

### Troisième saison (2022)
Le tournage a été retardé en raison de la pandémie de Covid-19. Il s'est terminé fin 2021 et la saison a été diffusée au Royaume-Uni au printemps 2022. Il s'agit de la dernière saison de la série.
1. The Night Before
2. The Affair
3. Stranger on a Train
4. The Haunting
5. The Reunion
6. Halloween
7. The Agreement (45 minutes)

## Réception
Le premier épisode bat un record d'audience pour le lancement d'une série avec 2,8 millions de téléspectateurs et la série reçoit un accueil enthousiaste des deux côtés de la frontière irlandaise.

### Critiques
Au 29 décembre 2018, la première saison a reçu 100% de critique positives sur le site Rotten Tomatoes avec une note moyenne de 7/10 sur la base de 9 critiques, lui permettant d'obtenir le statut « Frais », le certificat de qualité du site.
La série est listée parmi les "50 séries télévisées de l'année 2018" par The Guardian, à la 6e place.